# Inegalitatea lui Agmon
În analiza matematică, inegalitățile lui Agmon, care poartă numele matematicianului evreu Shmuel Agmon, se referă la câteva inegalități existente între elemente ale spațiului Lebesgue {\displaystyle L^{\infty }} și spațiile Sobolev {\displaystyle H^{s}}, fiind utile în studiul ecuațiilor cu derivate parțiale.
Rezultatul este valabil numai în  {\displaystyle \mathbb {R} ^{3}}.
Fie {\displaystyle u} o funcție vectorială, {\displaystyle u\in (H^{2}(\Omega )\cap H_{0}^{1}(\Omega ))^{3}} unde {\displaystyle \Omega \subset \mathbb {R} ^{3}}.  
Inegalitățile lui Agmon afirmă că există o constantă {\displaystyle C} astfel încât:
{\displaystyle \displaystyle \|u\|_{L^{\infty }(\Omega )}\leq C\|u\|_{L^{2}(\Omega )}^{1/4}\|u\|_{H^{2}(\Omega )}^{3/4}}
și
{\displaystyle \displaystyle \|u\|_{L^{\infty }(\Omega )}\leq C\|u\|_{H^{1}(\Omega )}^{1/2}\|u\|_{H^{2}(\Omega )}^{1/2}.}